# Pogromo de Alepo de 1947
Los disturbios antijudíos de 1947 en Aleppo fueron un ataque contra los judíos en Alepo, Siria, en diciembre de 1947, tras el voto de las Naciones Unidas a favor de la partición de Palestina. El ataque, una parte de la ola de disturbios antijudíos en Medio Oriente y el norte de África, resultó en unos 75 judíos asesinados y varios cientos de heridos.  A raíz de los disturbios, la mitad de la población judía de la ciudad huyó de la ciudad.

## Detalles
Siria se independizó de Francia en abril de 1946. El agente de inmigración ilegal Haganah Akiva Feinstein escribió en 1947 que el gobierno comenzó a perseguir a la minoría judía, y que todos los empleados judíos que trabajaban para la burocracia francesa fueron despedidos y el gobierno intentó acabar con los negocios judíos. En el momento de la votación de las Naciones Unidas el 29 de noviembre de 1947, la comunidad judía de Alepo contaba con alrededor de 10.000 y se remontaba a unos dos mil años.
Después de la votación a favor de la partición de Palestina, el gobierno sirio instigó y organizó a los habitantes árabes de Alepo para atacar a la población judía de la ciudad. En el año 2012, ningún judío residía en la ciudad de Alepo. Se desconoce el número exacto de muertos, pero las estimaciones de los asesinados se cifran en alrededor de 75, con varios cientos de judíos heridos. Diez sinagogas, cinco escuelas, un orfanato y un club juvenil, junto con varias tiendas judías y 150 casas fueron incendiadas y destruidas. Se estimó que la propiedad dañada estaba valorada en US $ 2,5m. Durante el pogromo, el Códice de Alepo, un importante manuscrito medieval de la Torá se perdió y se temió que se destruyera. El libro reapareció (con páginas faltantes) en Israel en 1958.
Después del ataque, la comunidad judía entró en una fuerte declinación. Los judíos ricos escaparon el día después y muchos más huyeron en pequeños grupos en los meses posteriores. Sus propiedades fueron confiscadas y el 22 de diciembre el gobierno sirio promulgó una ley que prohibía a los judíos vender sus propiedades. Unos años después, la mayoría de los judíos abandonaron Alepo, la gran mayoría de ellos a Israel. En 1959, alrededor de 2.000 judíos permanecieron en Alepo. A partir de 2012, ningún judío vive en Alepo.